# قائمة زملاء الجمعية الملكية المنتخبين في 1926
هذه الصفحة تعرض قائمة زملاء الجمعية الملكية المُنتخبين لعام 1926.None

## الزملاء
- Ezer Griffiths [الإنجليزية]‏
- أوين جونز
- Robert Scott Troup [الإنجليزية]‏
- لويس فراي ريتشاردسون
- إدوارد آرثر ميلن
- George Barker Jeffery [الإنجليزية]‏
- Hamilton Hartridge [الإنجليزية]‏

## الأعضاء الأجانب
- فيلم أينتهوفن
- هنري فارفيلد أوزبورن